# Родина (журнал)

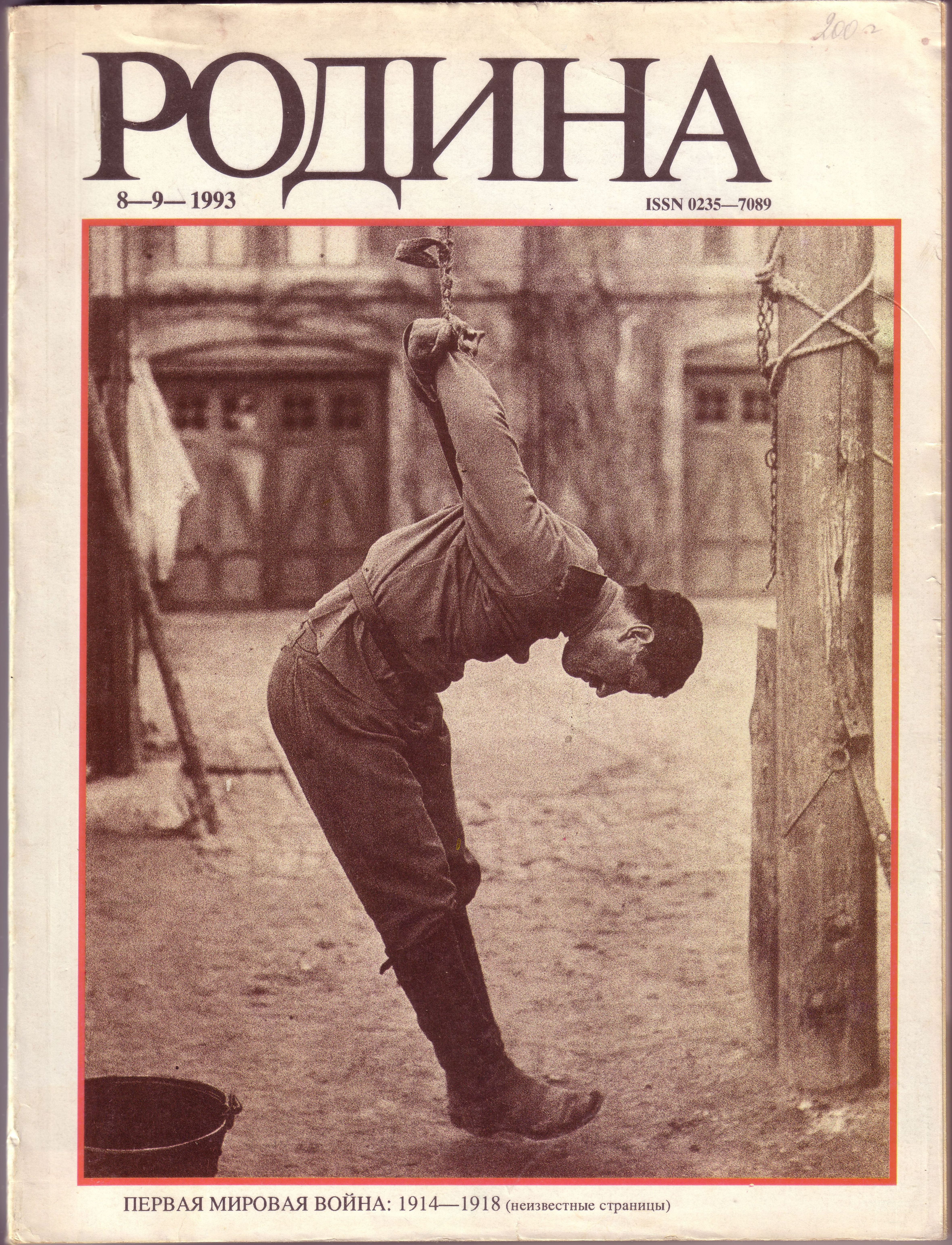
Оформление обложки журнала (1992—1995). Спецвыпуск, посвящённый Первой мировой войне.

«Ро́дина» — российский (при учреждении — советский) исторический иллюстрированный журнал, находящийся в ведении Администрации Президента и Правительства России. Издаётся с 1989 года (официально позиционируется как преемник одноимённого дореволюционного издания, выпускавшегося в 1879–1917 годах). Главный редактор — Владислав Фронин, шеф-редактор — Игорь Коц.
С 2007 года журнал входит в перечень ведущих рецензируемых научных журналов, включённых Высшей аттестационной комиссией России (ВАК) Министерства образования и науки России в список изданий, рекомендуемых для опубликования основных научных результатов диссертаций на соискание учёной степени кандидата и доктора исторических наук.

## История
Журнал «Родина» был учреждён в январе 1989 года в Москве как аффилированное издание газеты «Правда»; в 1990 году он перешёл в ведение Верховного Совета и Правительства Российской Федерации. В 1993 году, в ходе сентябрь-октябрьского кризиса, журнал состоял под управлением своего трудового коллектива, вслед за чем был отдан в ведение Правительства и президентской администрации.
С 9 декабря 2013 года — указом Президента Российской Федерации федеральное государственное бюджетное учреждение (ФГБУ) «Редакция журнала „Родина“» присоединено к ФГБУ «Редакция „Российской газеты“».
Это стало поворотным этапом развития журнала. Из специализированного издания он превратился в исторический научно-популярный журнал для массового читателя с новой концепцией и дизайном. В основе концепции, выделяющей «Родину» среди изданий-конкурентов, — описывать на фоне исторических событий истории людей. Человек знаменитый или безвестный на историческом переломе — в центре большинства материалов. Главное требование редакции к авторам: герой публикации, даже давно ушедший, должен приходить к читателю со страниц «Родины» живым, а главная задача издания — объединить людей, увлеченных прошлым России и неравнодушных к её будущему. Эпиграфом для журнала выбраны слова великого историографа Николая Карамзина: «Говорят, что наша история сама по себе менее других занимательна; не думаю: нужен только ум, вкус, талант. Можно выбрать, одушевить, раскрасить, и читатель удивится…». Как характеризовал журнал В. И. Скурлатов (в 2011) — «солиден и практически неангажирован».
С марта 2015 года большинство материалов журнала публикуется в интернете в открытом доступе.
В 2016 году «Родина» была признана лучшим историческим журналом по версии российских издателей. Присуждена Беляевская премия (2021).
Среди авторов журнала — лучшие отечественные ученые и журналисты: Александр Чубарьян, Аполлон Давидсон, Борис Миронов, Яков Миркин, Семен Экштут, Николай Долгополов, Владимир Снегирев, Геннадий Бочаров, Юрий Лепский, Вячеслав Недошивин и др.
В 2024 году состоялся перезапуск сайта журнала «Родина» на новом домене rodina-history.ru

## Исторический клуб журнала «Родина»
Информационно-дискуссионная площадка, учрежденная в 2017 году с целью популяризации отечественной истории и продвижения журнала среди целевой аудитории. Заседания Клуба проводятся в форме круглых столов, дискуссий, презентаций, кинопоказов, театральных постановок. Темой первого заседания Клуба стала презентация специального выпуска журнала к 100-летию февральской революции (февраль 2017 г.), затем — презентация специального выпуска памяти Андрея Карлова (декабрь 2017 г.), юбилейный вечер к 140-летию издания (март 2019 г.), спектакль «Игра на выигрыш» по книге Якова Миркина «Открытая дверь» и др. (октябрь 2019 г.) и др.

## Редакционный совет

#### Главные редакторы
- Ю. А. Совцов (1989)
- В. П. Долматов (1990—2006)
- Ю. А. Борисёнок (2007—2014)
- В. А. Фронин (с 2014), шеф-редактор — Игорь Коц

В редакционную коллегию журнала в разное время входили:
- Лев Аннинский, литературный критик, публицист (с конца 1990-х годов)
- Василь Быков, писатель (во время перестройки и в 1990-е годы)
- Василий Песков, писатель, журналист «Комсомольской правды».
- Юрий Левенец — академик НАН Украины, директор Института политических и этнонациональных исследований им. И. Ф. Кураса НАН Украины (в 2010-х годах)

В редакционный совет журнала в настоящее время входят:
- Георгий Вилинбахов — д.и.н., председатель Геральдического совета при Президенте РФ, зам. директора Государственного Эрмитажа
- Аполлон Давидсон — академик РАН, профессор, заслуженный деятель науки РФ
- Сергей Девятов — д.и.н., советник директора ФСО РФ, профессор МГУ
- Александр Коваленя — д.и.н., и. о. академика-секретаря отделения гуманитарных наук и искусств НАН Беларуси
- Модест Колеров — к.и.н., главный редактор информационного агентства «REX»
- Алексей Левыкин — д.и.н., директор Государственного исторического музея
- Николай Макаров — академик РАН, директор Института археологии РАН
- Геннадий Матвеев — д.и.н., профессор МГУ
- Сергей Мироненко — д.и.н., директор Государственного архива РФ, профессор МГУ
- Константин Никифоров — д.и.н., директор Института славяноведения РАН
- Вячеслав Никонов — д.и.н., декан факультета государственного управления МГУ, председатель комитета Государственной Думы по образованию
- Андрей Петров — к.и.н., ответственный секретарь Российского исторического общества
- Юрий Петров — д.и.н., директор Института российской истории РАН
- Ефим Пивовар — академик РАН, президент РГГУ, профессор МГУ
- Олег Рафальский — д.и.н., директор Института политических и этнонациональных исследований им. И. Ф. Кураса НАН Украины
- Леонид Решетников — к.и.н., директор Российского института стратегических исследований
- Игорь Сирош — к.и.н., к.ю.н., член Президиума Совета Российского исторического общества
- Пётр Стегний — д.и.н., чрезвычайный и Полномочный Посол РФ
- Дмитрий Швидковский — д.иск., ректор МАРХИ, вице-президент РАХ
- Сергей Щеблыгин — к.и.н., член Совета Федерации
- Александр Чубарьян — академик РАН, директор Института всеобщей истории РАН, сопредседатель Российского исторического общества

## Тематические номера
- 2004  —  «Казаки» — №5
- 2004  —  «100 лет авиации» — №8
- 2004  —  «XVI век. Сотворение России» — №11
- 2005  —  «Смута в России» — №11
- 2006  —   «100 лет Столыпинской реформе» — №12
- 2007 — «История российского автопрома».
- 2007 — «Исторические фальшивки» (6 статей) — № 8.
- 2007 — «Россия Петра Великого» — № 11.
- 2008 — «Белое дело» — № 3.
- 2008 — «Великая война» — 7 статей.
- 2008 — «100 лет российскому синематографу» (4 статьи) — № 9.
- 2010  —  «Грюнвальдская история 1410 — 2010» — №7
- 2010  —  «Гром суворовских побед» — №11
- 2010  —  «СВР России 90 лет» — №12
- 2017 — февраль, специальный выпуск, посвященный 100-летию февральской революции.
- 2017 — декабрь, специальный выпуск памяти посла Андрея Карлова «Маршрут особого назначения».
- 2019 — «БКД. История и истории Большого Кремлёвского дворца».
- 2020 — январь-март — специальное приложение к журналу «Документы Победы». Проект стал победителем Всероссийского конкурса Союза журналистов, посвященного 75-летию Победы в Великой Отечественной войне. № 1 Приказ  № 2 Продуктовая карточка  № 3 Письмо  № 4 Похоронка  № 5 Наградной лист
- 2022 — май, «350 лет Петру Великому»
- 2022 — сентябрь, «Донбасс — сердце России» Учебное пособие по истории для школ Донецкой и Луганской Народных Республик
- 2022 — ноябрь, «Пушкин наш. И все!»
- 2023 — май, «Своя Великая Отечественная»
- 2023 — сентябрь, «Классный наставник» — спецвыпуск в честь Года педагога и наставника

## Совместные выпуски
Также выпускались совместные выпуски (журналы одного либо похожего содержания на разных языках) с ведущими историческими журналами разных стран (Польши — в 1994, Турции — в 1998, и других[каких?] стран).

## Тираж журнала
- 1989 — 1 полугодие (без подписки, только розница) — 150 тысяч экз.
- 2 полугодие (с подпиской) — 300 тысяч экз.
- 1990—450 тысяч экз. (максимальный тираж за все годы).
- 2012 — 20 тысяч.
- 2016 — 15 тысяч.
- 2017 — 19 тысяч.
- 2019 — 20 тысяч.
- 2020 — 25 тысяч.
- 2021 — 24 тысячи.
- 2022 — 24 тысячи.
- 2023 — 22 тысячи.
- 2024  — 21,5 тысячи.
- 2025  — 21,5 тысячи.

Формат журнала — А4.

## Приложения
- В виде приложения к журналу «Родина» с 1993 по 2003 год издавался журнал «Источник»[6], в котором публиковались документы из архивов ЦК КПСС, КГБ, Президентского Архива (периодичность — 6 номеров в год).

В 2003 году по финансовым причинам (отсутствие финансирования со стороны Администрации Президента РФ) данный журнал прекратил выход.
- С 2006 года вместо «Источника» издаётся журнал «Вестник Архива Президента Российской Федерации». Периодичность — 1 раз в год. Содержание тематических номеров:
- 2006 год — «Л. И. Брежнев»
- 2007 год — «Становление Красной Армии в 20-е годы»
- 2008 год — «Школьные учебники истории в 30-е годы»
- 2009 год — «СССР — Германия. 1933—1941»
- 2010 год — «1941-1945» (Великая Отечественная война)
- 2011 год — «Советский космос. К 50-летию полета в космос Ю. Гагарина»
- С 2009 года издавалось приложение — журнал «Вестник актуальных прогнозов Россия. Третье тысячелетие»[7].
- С 1996 по 1998 в качестве приложения к журналу выходила  газета "Былое" - распространялась по подписке вместе с журналом.